# Wronki
Wronki (Duits: Warthestadt, Wronke, oud Fronich (1252)) is een stad in het Poolse woiwodschap Groot-Polen, gelegen in de powiat Szamotulski. De oppervlakte bedraagt 5,81 km², het inwonertal 11.294 (2017). In Wronki staat een aantal fabrieken van onder andere huishoudapparaten fabrikant Amica en van Samsung.

## Verkeer en vervoer
Via de regionale hoofdweg 182 is Wronki verbonden met Obrzycko, Czarnkow en Sierakow. De 184 gaat via Szamotuly naar Poznań.
Vanaf station Wronki rijden regionale sneltreinen naar Poznan en Szczecin. De spoorlijn naar Obrzycko is opgebroken.

## Stedenband
Sinds 1981 heeft Wronki een stedenband met de Nederlandse plaats Beverwijk.

## Sport en recreatie
In Wronki zetelt de voetbalclub Amica Wronki. De professionele afdeling speelde tot het seizoen 2006/2007 in de hoogste klasse, tot het fuseerde met Lech Poznan.
Door deze plaats loopt de Europese wandelroute E11. Ter plaatse komt de route door de bossen vanaf Chojno via de buurtschap Mokrz, kruist de brug over de Warta en vervolgt, opnieuw door de bossen, naar Obrzycko.